# Smittia roena
Smittia roena är en tvåvingeart som beskrevs av Roback 1957. Smittia roena ingår i släktet Smittia och familjen fjädermyggor.
Artens utbredningsområde är Utah. Inga underarter finns listade i Catalogue of Life.